# David Douděra
David Douděra (Brandýs nad Labem-Stará Boleslav, 31 de mayo de 1998) es un futbolista checo que juega en la demarcación de centrocampista para el S. K. Slavia Praga de la Liga de Fútbol de la República Checa.

## Selección nacional
Tras jugar en las categorías inferiores de la selección, finalmente hizo su debut con la selección de fútbol de República Checa en un partido de clasificación para la Eurocopa 2024 contra Polonia que finalizó con un resultado de 3-1 tras el gol de Damian Szymański para el combinado polaco, y de Ladislav Krejčí, Tomáš Čvančara y Jan Kuchta para República Checa.

### Participaciones en Eurocopas
| Copa          | Sede     | Resultado    | Partidos | Goles |
| ------------- | -------- | ------------ | -------- | ----- |
| Eurocopa 2024 | Alemania | Primera fase | 1        | 0     |

## Clubes
| Club               | País            | Año       | Partidos | Goles |
| ------------------ | --------------- | --------- | -------- | ----- |
| FK Dukla Praga     | República Checa | 2017-2019 | 53       | 5     |
| FK Mladá Boleslav  | República Checa | 2020-2022 | 85       | 12    |
| S. K. Slavia Praga | República Checa | 2022-     | 124      | 12    |

## Palmarés

### Títulos nacionales
| Título                               | Club               | País            | Año  |
| ------------------------------------ | ------------------ | --------------- | ---- |
| Copa de la República Checa           | S. K. Slavia Praga | República Checa | 2023 |
| Liga de Fútbol de la República Checa | S. K. Slavia Praga | República Checa | 2025 |